# Gilde-Filmpreis
Der Gilde-Filmpreis wurde 1977 von der „Gilde deutscher Filmkunsttheater“ ins Leben gerufen und wird seit 2004 vom fusionierten Verband Arbeitsgemeinschaft Kino – Gilde deutscher Filmkunsttheater an die besten Arthouse-Filme des Kinojahres vergeben. Bei der Auswahl der prämierten Produktionen spielt nicht nur deren künstlerische Qualität eine Rolle, sondern auch die Rezeption des Publikums und das Engagement des Verleihers. Der Preis wird – 1979 bis 2004 in Gold und Silber – jeweils für den besten deutschen bzw. ausländischen Film vergeben. Seit dem Jahr 2004 werden außerdem Dokumentarfilme ausgezeichnet und seit 2011 Kinderfilme. Der Bewertungszeitraum umfasste früher meist Mai/Juni bis April/Mai und seit 2004 Juli bis Juni.

## Ausgezeichnete Filme
Aufgeführt ist jeweils das Jahr, in dem die Preisverleihung stattgefunden hat.

### Bester internationaler und nationaler Film
| Jahr | Ausländischer Film                                                               | Deutscher Film                                                         |
| ---- | -------------------------------------------------------------------------------- | ---------------------------------------------------------------------- |
| 1977 | Barry Lyndon                                                                     | Die Marquise von O.                                                    |
| 1978 | Der Stadtneurotiker                                                              | Der Mädchenkrieg                                                       |
| 1979 | Gold: Coming Home – Sie kehren heim Silber: Die Spitzenklöpplerin                | Gold: Die linkshändige Frau Silber: Messer im Kopf                     |
| 1980 | Gold: Die Schweizermacher Silber: Manhattan                                      | Gold: 1 + 1 = 3 Silber: Woyzeck                                        |
| 1981 | Gold: Fame – Der Weg zum Ruhm Silber: Kleine Fluchten                            | Gold: Lena Rais Silber: Die wunderbaren Jahre                          |
| 1982 | Gold: Wie ein wilder Stier Silber: Mephisto                                      | Gold: Desperado City Silber: Berlin Chamissoplatz                      |
| 1983 | Gold: Die Frau nebenan Silber: Die Stunde des Siegers                            | Gold: Fitzcarraldo Silber: Céleste                                     |
| 1984 | Gold: Carmen und Gandhi Silber: nicht vergeben                                   | Gold: Kehraus Silber: Die Heartbreakers                                |
| 1985 | Gold: Amadeus Silber: The Killing Fields – Schreiendes Land                      | Gold: Oberst Redl Silber: Paris, Texas                                 |
| 1986 | Gold: Jenseits von Afrika Silber: Die Ehre der Prizzis                           | Gold: Rosa Luxemburg Silber: Männer                                    |
| 1987 | Gold: Zimmer mit Aussicht Silber: Gottes vergessene Kinder                       | Gold: Meier Silber: Der Flieger                                        |
| 1988 | Gold: Der letzte Kaiser Silber: Auf Wiedersehen, Kinder                          | Gold: Out of Rosenheim Silber: Der Himmel über Berlin                  |
| 1989 | Gold: Gefährliche Liebschaften Silber: Der Bär                                   | Gold: Herbstmilch Silber: Yasemin                                      |
| 1990 | Gold: Der Club der toten Dichter Silber: Mein linker Fuß                         | Gold: Das Spinnennetz Silber: Georg Elser – Einer aus Deutschland      |
| 1991 | Preis nicht vergeben                                                             | Preis nicht vergeben                                                   |
| 1992 | Gold: Der mit dem Wolf tanzt Silber: Cyrano von Bergerac                         | Gold: Bis ans Ende der Welt Silber: Homo Faber                         |
| 1993 | Gold: Wiedersehen in Howards End Silber: Delicatessen                            | Gold: Schtonk! Silber: Ein Mann für jede Tonart                        |
| 1994 | Gold: Drei Farben: Blau Silber: Viel Lärm um nichts                              | Gold: Das Geisterhaus Silber: Kaspar Hauser                            |
| 1995 | Gold: Vier Hochzeiten und ein Todesfall Silber: Gilbert Grape – Irgendwo in Iowa | Gold: Das Versprechen Silber: Mario und der Zauberer, Der bewegte Mann |
| 1996 | Gold: Der Postmann Silber: Sinn und Sinnlichkeit                                 | Gold: Schlafes Bruder Silber: Der Totmacher                            |
| 1997 | Gold: Der englische Patient Silber: Lügen und Geheimnisse                        | Gold: Jenseits der Stille und Rossini Silber: nicht vergeben           |
| 1998 | Gold: Sieben Jahre in Tibet Silber: Brassed Off – Mit Pauken und Trompeten       | Gold: Comedian Harmonists Silber: Winterschläfer                       |
| 1999 | Gold: Das Leben ist schön Silber: Elizabeth                                      | Gold: Lola rennt Silber: Aimée & Jaguar, Zugvögel … Einmal nach Inari  |
| 2000 | Gold: Lang lebe Ned Devine! Silber: Die Legende vom Ozeanpianisten               | Gold: Gloomy Sunday Silber: Marlene                                    |
| 2001 | Gold: Chocolat – Ein kleiner Biss genügt Silber: Brot und Tulpen                 | Gold: Der Krieger und die Kaiserin Silber: Gran Paradiso               |
| 2002 | Gold: Die fabelhafte Welt der Amélie Silber: Das Zimmer meines Sohnes            | Gold: Heaven Silber: Nirgendwo in Afrika                               |
| 2003 | Gold: Eine Schwalbe macht den Sommer Silber: Kick It Like Beckham                | Gold: Good Bye, Lenin! Silber: Solino                                  |
| 2004 | Gold: Lost in Translation Silber: Dogville                                       | Gold: Gegen die Wand Silber: Lichter                                   |
| 2005 | Das Meer in mir                                                                  | Sophie Scholl – Die letzten Tage                                       |
| 2006 | Wie im Himmel                                                                    | Das Leben der Anderen                                                  |
| 2007 | Volver – Zurückkehren                                                            | Emmas Glück                                                            |
| 2008 | Schmetterling und Taucherglocke                                                  | Kirschblüten – Hanami                                                  |
| 2009 | Waltz with Bashir                                                                | Wolke 9                                                                |
| 2010 | A Single Man                                                                     | Das weiße Band – Eine deutsche Kindergeschichte                        |
| 2011 | Nader und Simin – Eine Trennung                                                  | Almanya – Willkommen in Deutschland                                    |
| 2012 | Liebe                                                                            | Barbara                                                                |
| 2013 | Das Mädchen Wadjda                                                               | Hannah Arendt                                                          |
| 2014 | Boyhood und Grand Budapest Hotel                                                 | Die andere Heimat – Chronik einer Sehnsucht                            |
| 2015 | Taxi Teheran                                                                     | Der Staat gegen Fritz Bauer                                            |
| 2016 | Frantz                                                                           | Toni Erdmann                                                           |
| 2017 | The Square                                                                       | Die Blumen von gestern                                                 |
| 2018 | Three Billboards Outside Ebbing, Missouri                                        | Gundermann                                                             |
| 2019 | Parasite                                                                         | Lara                                                                   |
| 2020 | Niemals Selten Manchmal Immer                                                    | Undine                                                                 |
| 2021 | Nomadland und Der Rausch                                                         | Schachnovelle                                                          |
| 2022 | Triangle of Sadness                                                              | Mittagsstunde                                                          |
| 2023 | The Zone of Interest Perfect Days                                                | Die Theorie von Allem                                                  |
| 2024 | Die Saat des heiligen Feigenbaums Emilia Pérez                                   | In Liebe, Eure Hilde                                                   |

### Dokumentarfilm
| Jahr | Film                                            |
| ---- | ----------------------------------------------- |
| 2004 | Die Geschichte vom weinenden Kamel              |
| 2005 | Rhythm Is It!                                   |
| 2006 | We Feed the World                               |
| 2007 | Full Metal Village                              |
| 2008 | Trip to Asia                                    |
| 2009 | Young@Heart                                     |
| 2010 | Seelenvögel                                     |
| 2011 | Pina                                            |
| 2012 | Die Wohnung                                     |
| 2013 | More than Honey                                 |
| 2014 | Das Salz der Erde                               |
| 2015 | Citizenfour                                     |
| 2016 | The Music of Strangers                          |
| 2017 | Beuys                                           |
| 2018 | Wildes Herz                                     |
| 2019 | Anderswo. Allein in Afrika                      |
| 2020 | Schlingensief – In das Schweigen hineinschreien |
| 2021 | Die Unbeugsamen                                 |
| 2022 | Bettina                                         |
| 2023 | Lars Eidinger – Sein oder nicht Sein            |
| 2024 | Riefenstahl                                     |

### Kinderfilm
| Jahr | Film                                          |
| ---- | --------------------------------------------- |
| 2011 | Tom Sawyer                                    |
| 2012 | Tom und Hacke                                 |
| 2013 | Ostwind                                       |
| 2014 | Rico, Oskar und die Tieferschatten            |
| 2015 | Bibi & Tina: Voll verhext!                    |
| 2016 | König Laurin                                  |
| 2017 | Amelie rennt                                  |
| 2018 | Die kleine Hexe                               |
| 2019 | Mein Lotta-Leben – Alles Bingo mit Flamingo!  |
| 2020 | Meine Freundin Conni – Geheimnis um Kater Mau |
| 2021 | Mission Ulja Funk                             |
| 2022 | Geschichten vom Franz                         |
| 2023 | Checker Tobi                                  |

### Sonstige
- 2014:
  - Ehrenpreis: Bernd Neumann
- 2015:
  - Ehrenpreis: Detlef Roßmann
- 2017:
  - Sonderpreis „Kinophänomen des Jahres“: Weit. Die Geschichte von einem Weg um die Welt von Patrick Allgaier und Gwendolin Weisser
  - Ehrenpreis: Adrian Kutter
- 2018:
  - Bester Jugendfilm (Sonderpreis 2018): Das schönste Mädchen der Welt von Aron Lehmann
  - Preis der Jugendjury: Trautmann von Marcus H. Rosenmüller
- 2019:
  - Bester Jugendfilm: Booksmart von Olivia Wilde
  - Preis der Jugendjury: Für Sama von Waad Al-Khateab
  - Ehrenpreis: Dieter Kosslick
- 2020:
  - Bester Film (Junges Kino): Futur Drei von Faraz Shariat[6]
  - Bester Kurzfilm: Hors Piste von Oscar Malet, Camille Jalabert, Léo Brunel
- 2021[6]:
  - Ehrenpreis: Hermann Thieken
  - Bester Film (Junges Kino): Ivie wie Ivie von Sarah Blaßkiewitz
  - Publikumspreis der Filmkunstmesse (gestiftet von Arri Media): Lunana – Das Glück liegt im Himalaya von Paso Choyning Dorji
  - Publikumspreis – Bester Kurzfilm (in Zusammenarbeit mit der AG Kurzfilm): Cuckoo von Jörgen Scholtens und Uzi von Dina Velikovskaya

- 2022
  - Junges Kino: Wir könnten genauso gut tot sein[7]

- 2023:
  - Ehrenpreis: Sandra Hüller[8]
  - Bester Film (Junges Kino): Sonne und Beton
  - Publikumspreis: Heaven Can Wait – Wir leben jetzt
  - Publikumspreis (Kurzfilm): Lilith & Eve
  - Favoriten der Jugendjury: The Quiet Girl, Die Unschuld und Olfas Töchter